# Älvsborgsposten (1933)
Älvsborgs-posten med undertitel Nyhets och Annonsorgan för Trollhättan - Lilla Edet - Grästorp med omnejd samt Dalsland var en dagstidning utgiven i Trollhättan första halvåret 1934 med utgivningsperioden 1933-12-11--1934-05-07.
Ansvarig utgivare för tidningen var fanjunkaren Anders Gustaf Skogsberg som  med hjälp av redaktören Gustaf Eriksson skapade den åttasidiga tredagarstidningen i Trollhättan. Tidningen var opolitisk. Utgivningsdagar var måndag, onsdag och lördag under 1934 till den 7 maj 1934 som var sista utgivningsdag. Tidningen gavs ut av förlaget Länstidningen i Vänersborg Ernst Wilch och tryckare var Länstryckeriet i Vänersborg. Tidningen trycktes i svart med antikva på en satsyta 53x31cm stor. Priset var 5 kronor,